# Sybase Open 2000 - Qualificazioni doppio
Le qualificazioni del doppio  dello  Sybase Open 2000 sono state un torneo di tennis preliminare per accedere alla fase finale della manifestazione. I vincitori dell'ultimo turno sono entrati di diritto nel tabellone principale. In caso di ritiro di uno o più giocatori aventi diritto a questi sono subentrati i lucky loser, ossia i giocatori che hanno perso nell'ultimo turno ma che avevano una classifica più alta rispetto agli altri partecipanti che avevano comunque perso nel turno finale.
Le qualificazioni del doppio del torneo Sybase Open 2000 prevedevano 4 coppie partecipanti di cui una è entrata nel tabellone principale.

## Teste di serie
1. Geoff Grant /  Mark Keil (primo turno)

1. Guillermo Cañas /  Dušan Vemić (Qualificati)

## Qualificati
1. Guillermo Cañas  /   Dušan Vemić

## Tabellone

### Legenda
| - Q = Qualificato - WC = Wild card - LL = Lucky loser | - ALT = Alternate - SE = Special Exempt - PR = Protected Ranking | - w/o = Walkover - r = Ritirato - d = Squalificato |

|  | Primo turno | Primo turno                 | Primo turno                 | Primo turno | Primo turno |  |  | Ultimo turno | Ultimo turno                | Ultimo turno | Ultimo turno | Ultimo turno |  |
|  |             |                             |                             |             |             |  |  |              |                             |              |              |              |  |
|  |             | Andrew Painter Byron Talbot | Andrew Painter Byron Talbot | 6           | 7           |  |  |              |                             |              |              |              |  |
|  | 1           | Geoff Grant Mark Keil       | Geoff Grant Mark Keil       | 3           | 62          |  |  |              | Andrew Painter Byron Talbot | 7            | 2            | 4            |  |
|  | 2           | Guillermo Cañas Dušan Vemić | Guillermo Cañas Dušan Vemić | 6           | 6           |  |  | 2            | Guillermo Cañas Dušan Vemić | 63           | 6            | 6            |  |
|  |             | Erik Dmytruk Scott Kintz    | Erik Dmytruk Scott Kintz    | 4           | 3           |  |  |              |                             |              |              |              |  |